# Фабрика Оскара Шиндлера

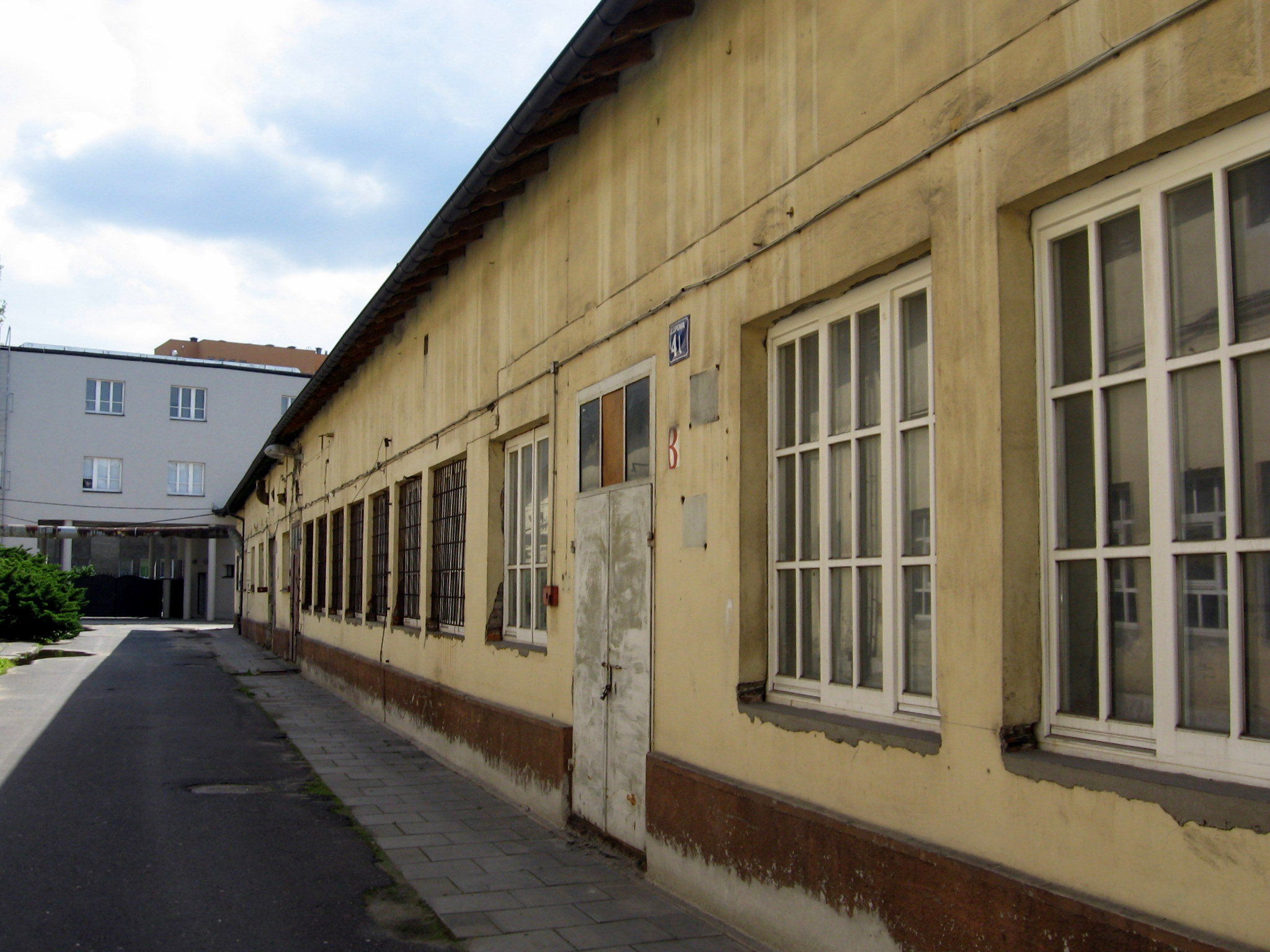
Оригінальний виробничий цех

Фабрика Шиндлера (пол. Fabryka Oskara Schindlera) — музей німецької окупації Кракова, який на рівні з Вавелем є найбільш популярним у старовинному польському місті. Спочатку фабрика мала назву «Rekord» та виготовляла металевий посуд. З 1939 до 1945 року вона перейшла у власність німецького підприємця Оскара Шиндлера і отримала назву «Emailwarenfabrik (DEF)». На Фабриці Шиндлера працювали виключно євреї, яких в подальшому було занесено до так званого Списку Шиндлера. Після Другої світової війни фабрика стала державною власністю і з 2005 року — власністю Кракова. З 2007 року її розділили між Краківським історичним музеєм, який організував у ній виставку «Краків в часи окупації 1939–1945», і Музеєм сучасного мистецтва. Вона входить до туристичного маршруту «Краківський шлях техніки». Знаходиться на вулиці Липова, 4.

## Історія
Фабрика під назвою «Pierwsza Małopolska Fabryka Naczyń Emaliowanych i Wyrobów Blaszanych „Rekord“ Sp. z o.o.» була заснована в 1937 році єврейськими підприємцями Ізраєлем Коном, Вольфом Лузером Гляйтманом і Михаїлом Гутманом та знаходилась по вулиці Романовича 9, а з січня 1938 року виробництво змінило місце розташування на приміщення на сучасній вулиці Липова 9. В березні 1939 року вона припинила виробництво і в червні того ж року збанкрутувала.
В листопаді 1939 року Оскар Шиндлер очолив Опікунську раду збанкрутілої фабрики. Невдовзі, а саме на початку 1940 року, він орендував приміщення фабрики та змінив назву на «Emailwarenfabrik (DEF)». Опісля Шиндлер розпочав її розбудову, розмістив на ній нові виробничі потужності: токарські верстати, преси для порізки металу та різноманітний інструментарій. У 1942 році успішна діяльність фабрики сприяла побудові нового третього поверху адміністративної будівлі, де розмістили виставкову залу, склад та кілька соціальних приміщень, в тому числі офіс та квартиру Оскара Шиндлера.
Спочатку фабрика «Emailwarenfabrik (DEF)» виготовляла емальований посуд, а з 1943 року також почала виробляти військову продукцію для Вермахту, а саме снаряди і детонатори для артилерійського та авіаційного озброєння.
Серед працюючих спочатку переважали поляки, але з плином часу їх замінили євреї. Коли в березні 1943 року було ліквідовано краківське гетто, частина євреїв, які залишились живими перебувала в концентраційному таборі Плашув, виконуючи «нелюдську» працю. За сприяння Оскара Шиндлера всі його працівники були розміщені в бараках на території фабрики. В 1944 році чисельність єврейських робітників склала близько 1 100 осіб. З наближенням фронту Оскар Шиндлер евакуював фабрику на свою батьківщину — Чехію, а саме в місто Брюннліц (нині — Бржненець в Чехії) в чеських  Судетах. Щоб врятувати в'язнів, він разом з бухгалтером фабрики Іцхаком Штерном склав «Список Шиндлера», завдяки якому викупив та вивіз більше 1100 робочих, тим самим врятувавши їхні життя. Там євреї пропрацювали до 8 травня 1945 року, дати підписання Акту про беззастережну капітуляцію Німеччини.
Історія фабрики «Emailwarenfabrik (DEF)» була описана австралійським письменником Томасом Кініллі у повісті «Schindler's Ark», на основі якої було знято художній фільм Стівена Спілберга «Список Шиндлера».

## Музей
У 1947 році фабрика перейшла у власність держави. З 1948 року перебуває під управлінням державного Краківського електричного підприємства «Unitra-Telpod». Крім виробничих потужностей, адміністративних будівель та технічного обладнання за в'їзною брамою залишилися мостові ваги, виготовлені Польською фабрикою залізничного обладнання у 30-их роках ХХ ст.
У 2007 році було прийнято рішення пожертвувати адміністративну будівлю заводу емальованого посуду Краківському історичному музею, який організував на вулиці Липовій 4 в Кракові постійну експозицію документації періоду окупації міста у 1939–1945 роках. Презентована виставка отримала назву «Краків в часи окупації 1939–1945». Метою музею є демонстрація історії фабрики по вулиці Липовій в широкому історичному контексті. В 45 виставкових залах показано Краків та його мешканців, учасників Другої світової війни. Виставка поділена на кільканадцять тематичних відділів, зокрема: війна 1939 року, роль Кракова як адміністративного центру Генерал-губернаторства, буденність населення при окупації, доля краківських євреїв, польська підпільна держава, історія фабрики Шиндлера та історія життя самого Оскара Шиндлера. Музейні експонати доповнюються обширною фотографічною та архівною документацією, отриманою як з польських так і закордонних джерел. Цей відділ було відкрито 10 червня 2010 року.
На території фабрики Шиндлера також знаходиться Музей сучасного мистецтва.

## Галерея

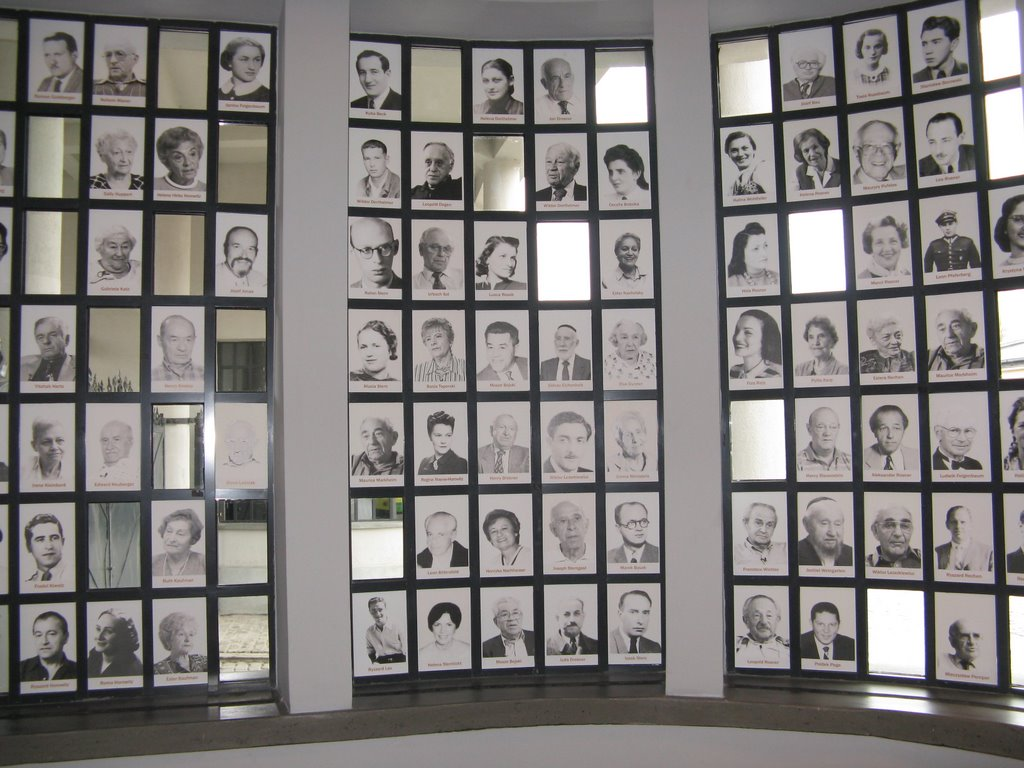
Фото робочих, що вижили
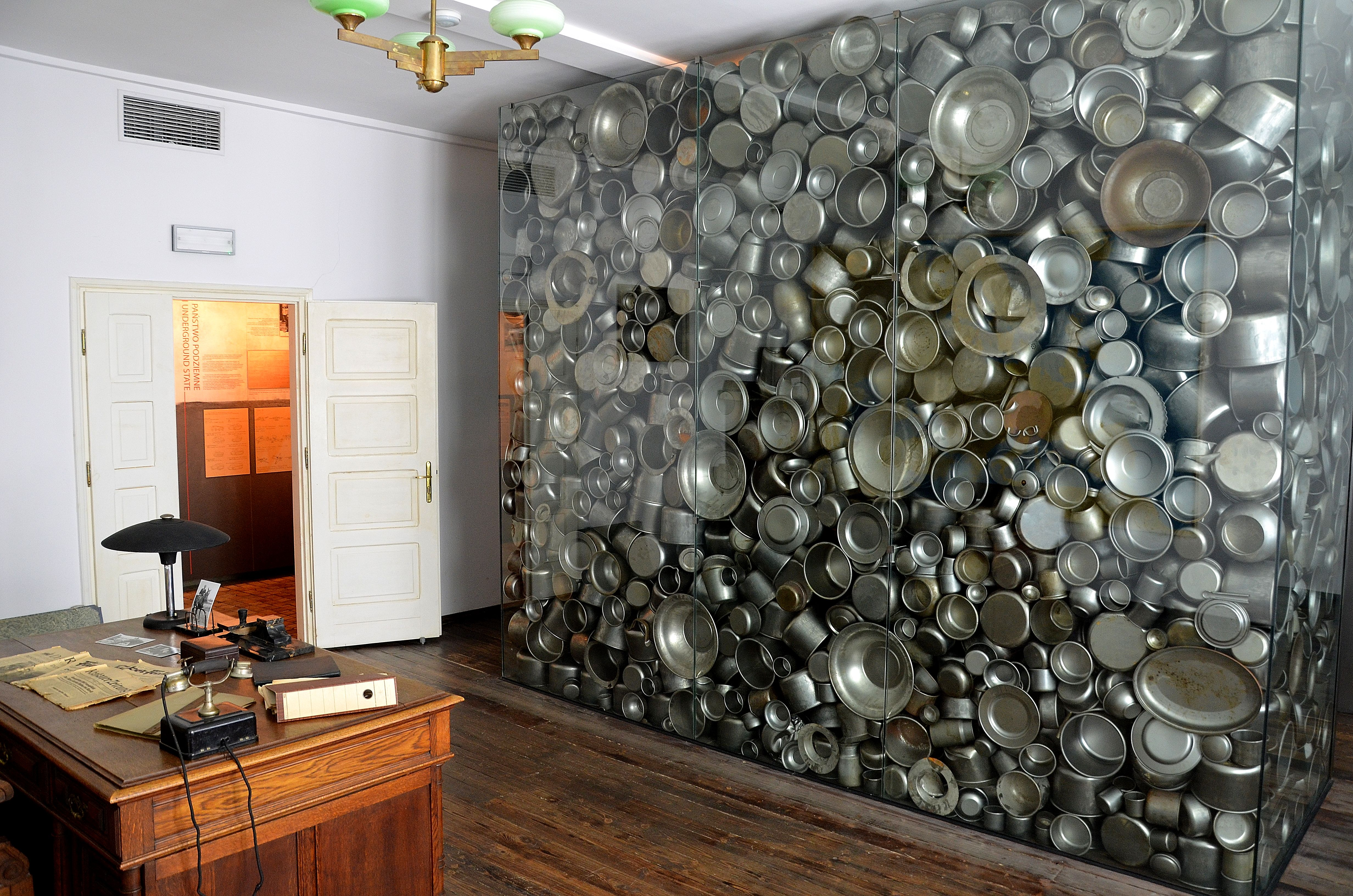
Робочий стіл Оскара Шиндлера та інсталяція з продукцією фабрики
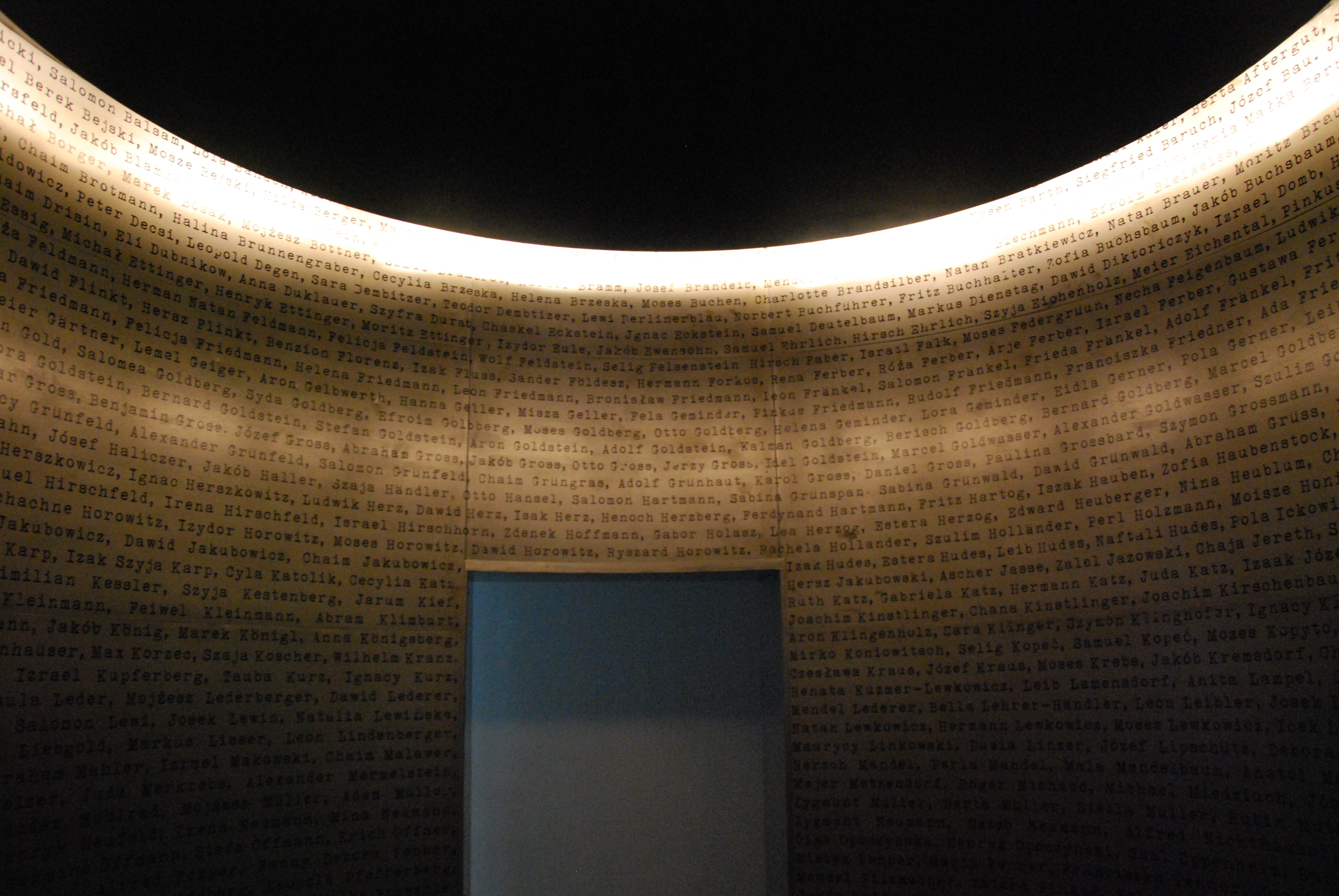
Інсталяція Списку Шиндлера з прізвищами єврейських робочих
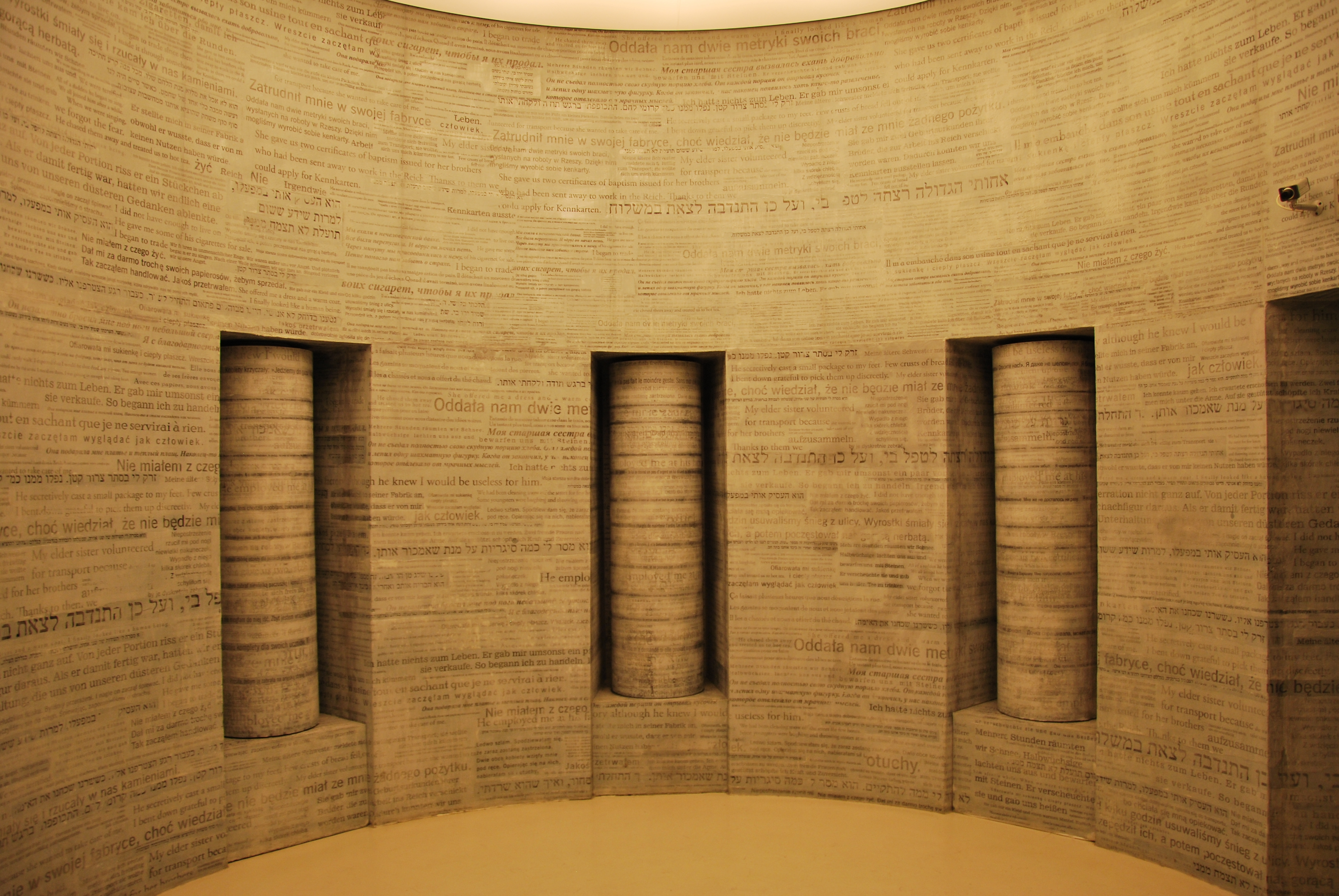
Інсталяція стіни Краківського гетто
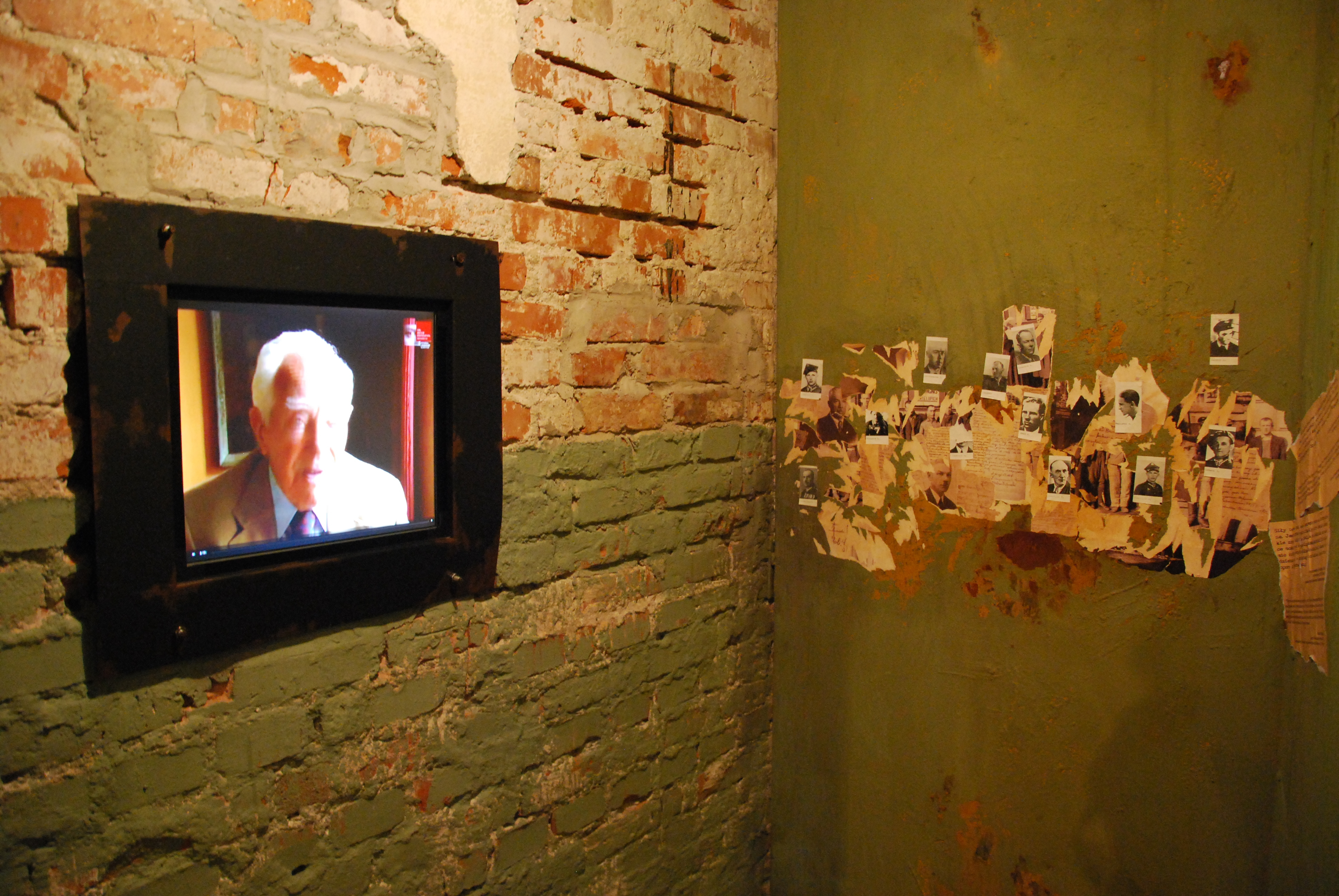
Інтерактивний екран
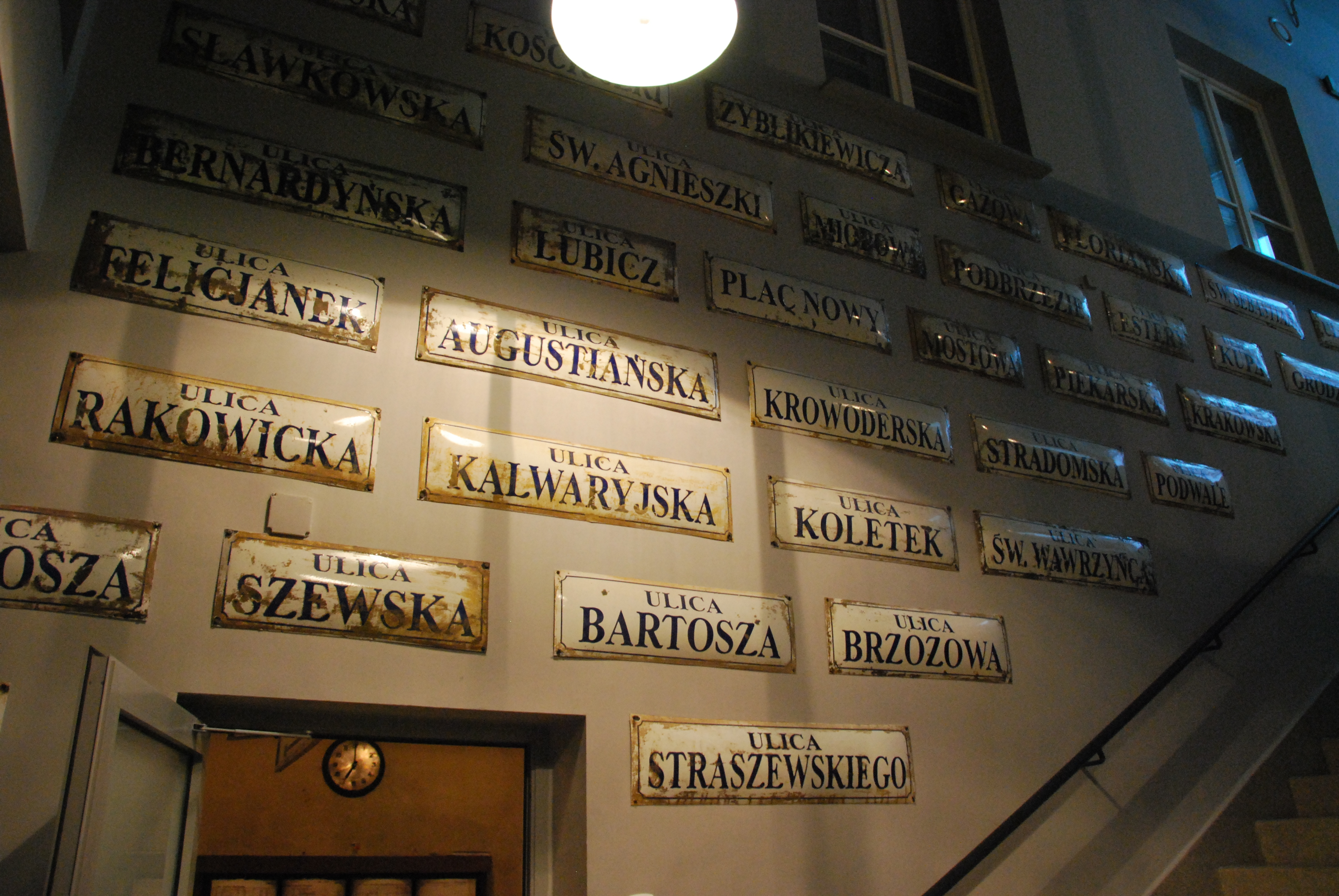
Передвоєнні таблички з назвами вулиць
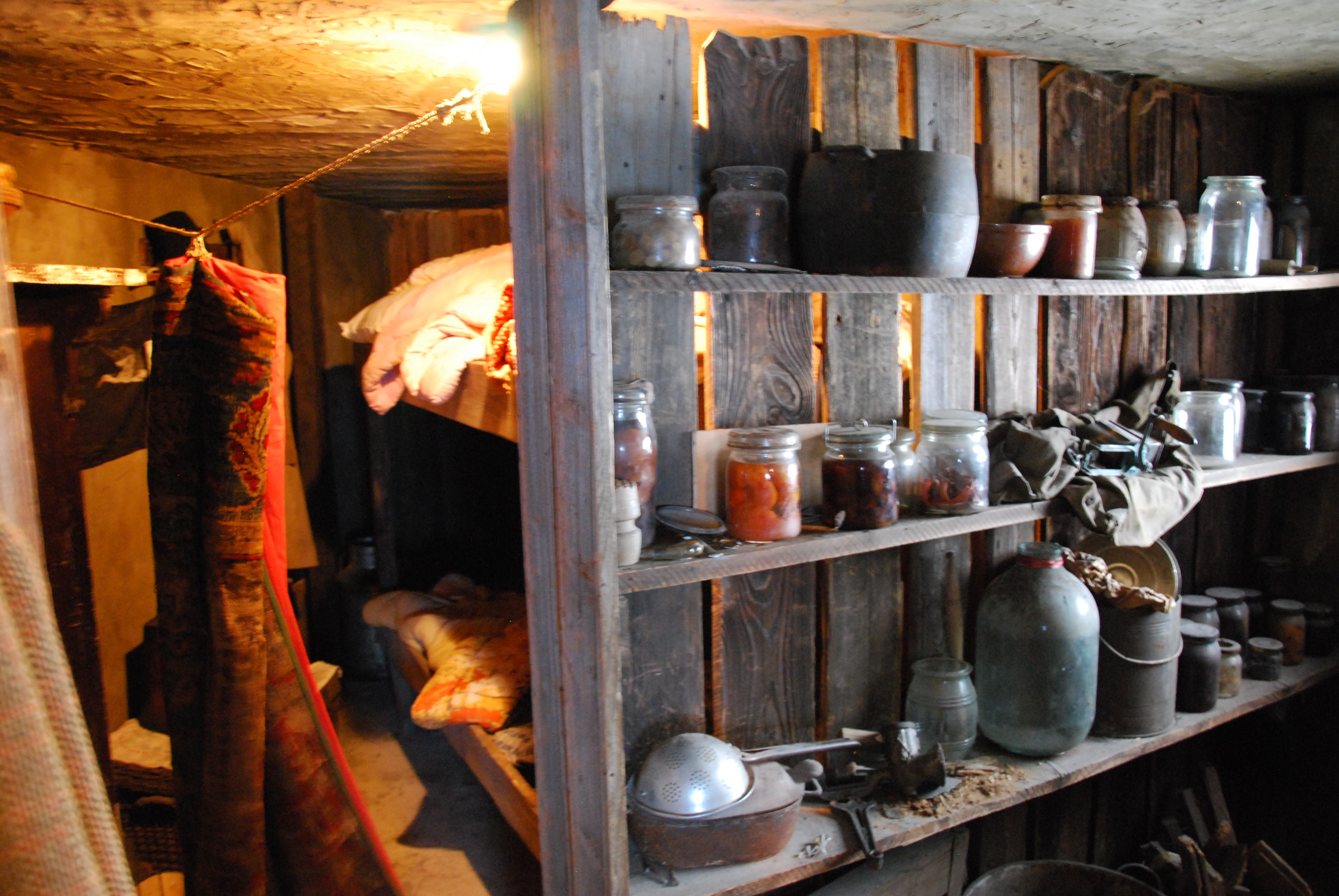
Реконструкція схованки, де ховались євреї
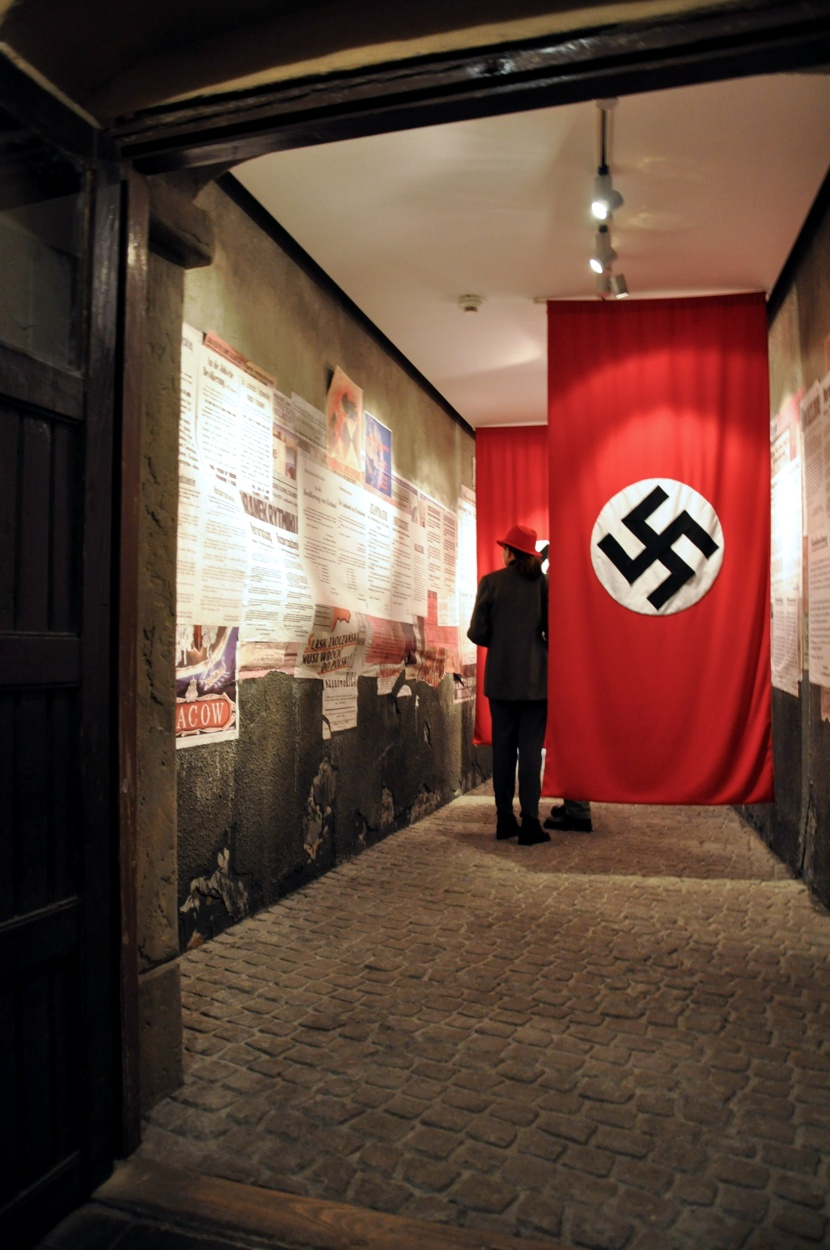
Фрагмент експозиції
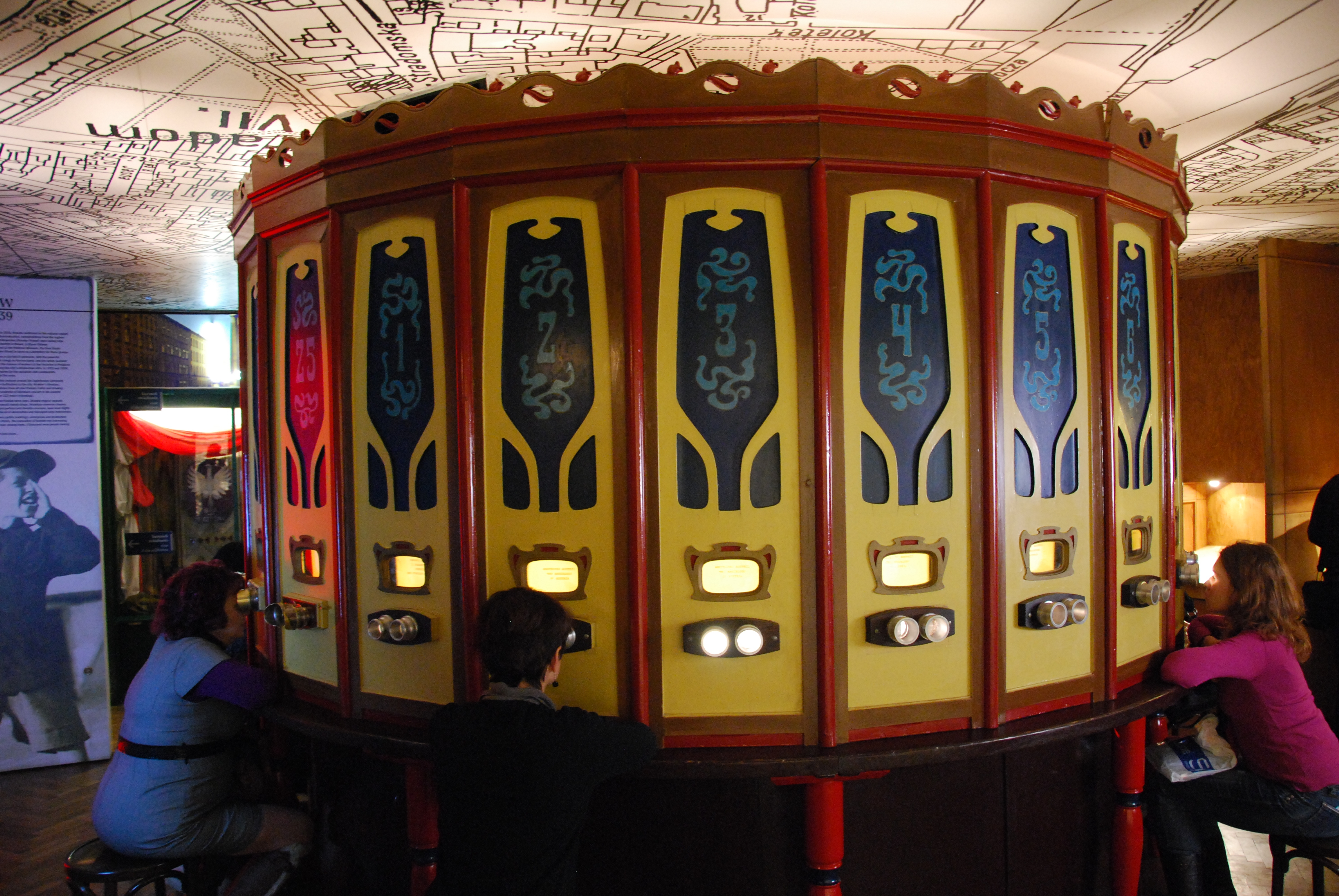
Фотоогляд
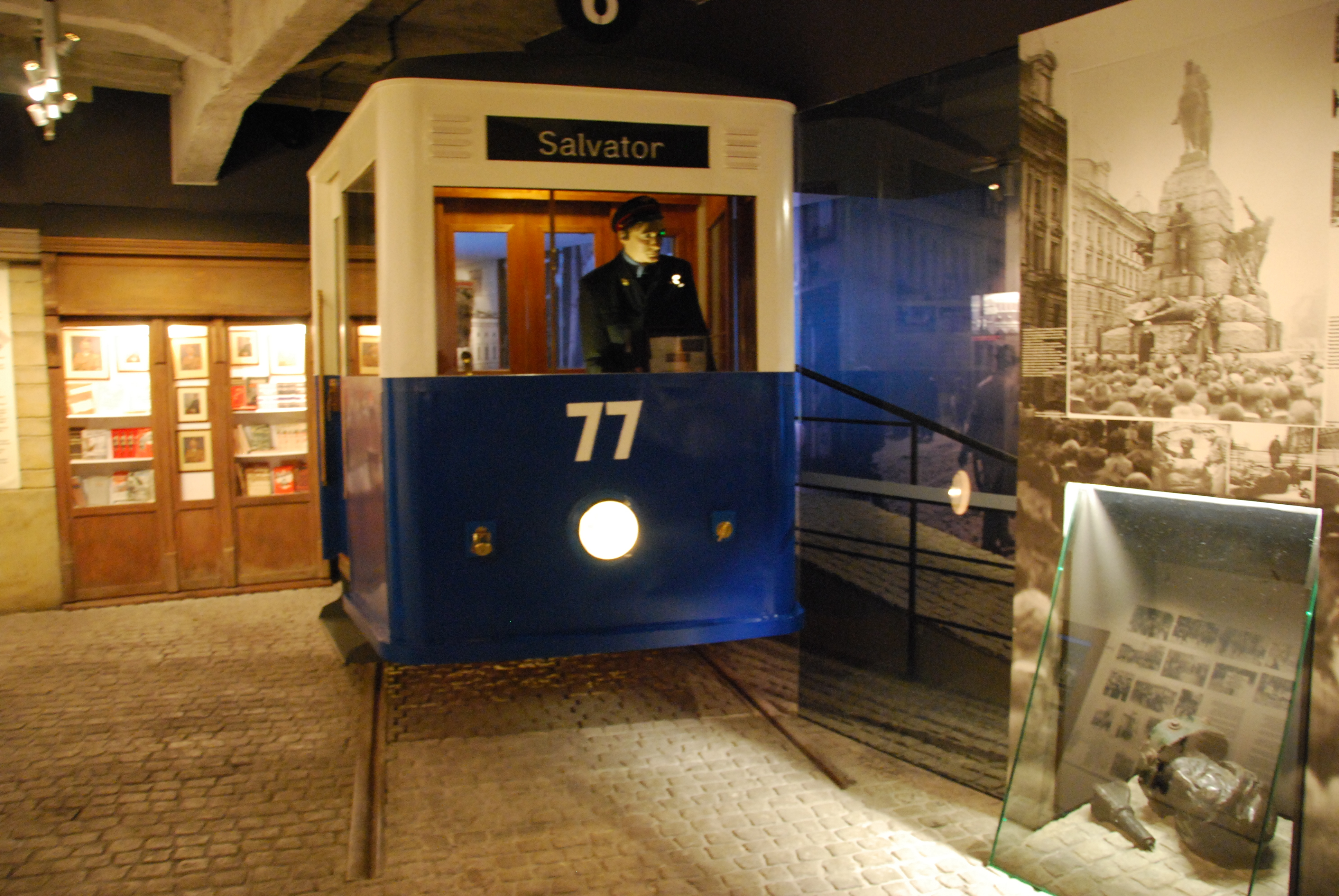
Реконструкція передвоєнного трамвая
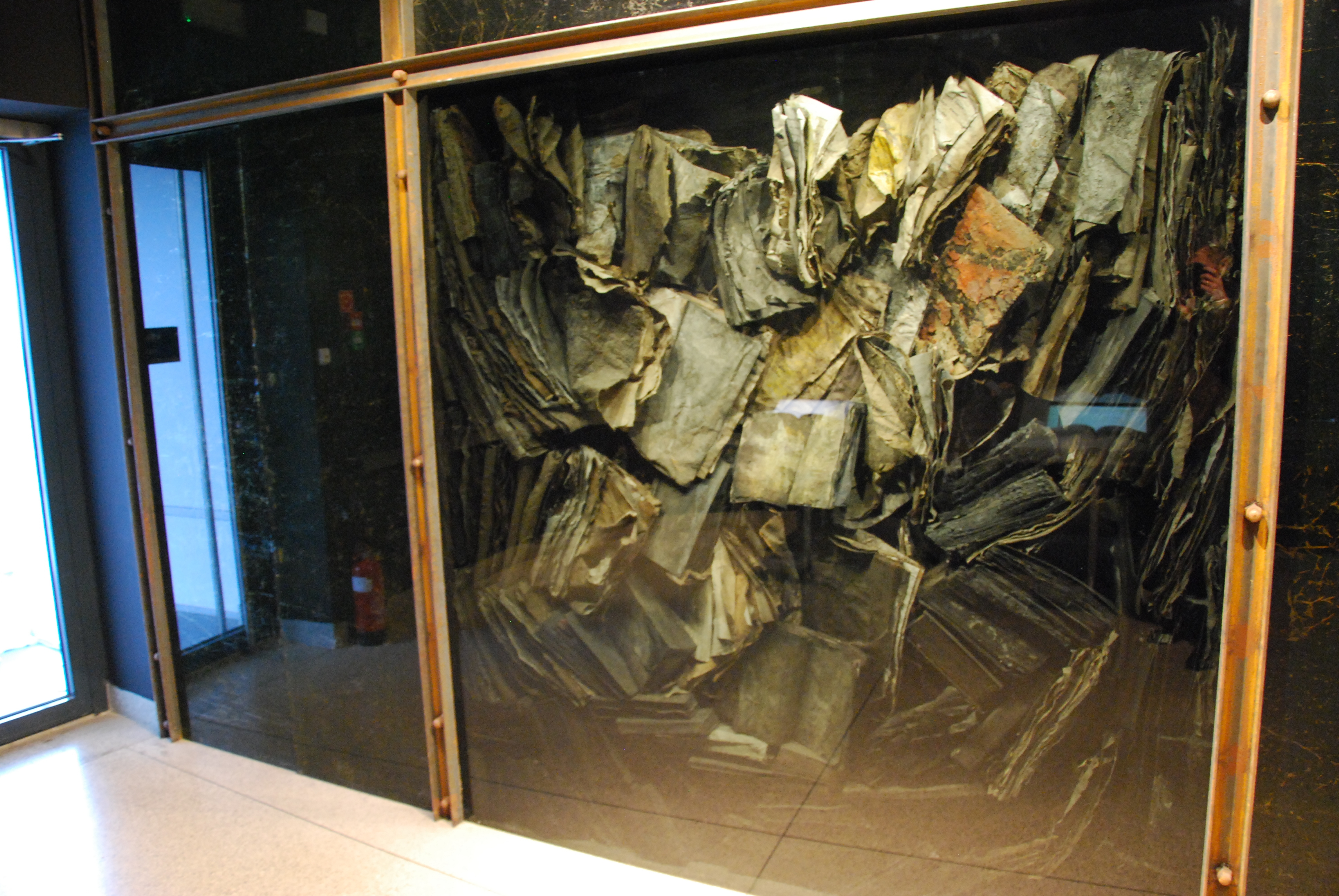
Підпалені книги – символ зруйнованого гетто
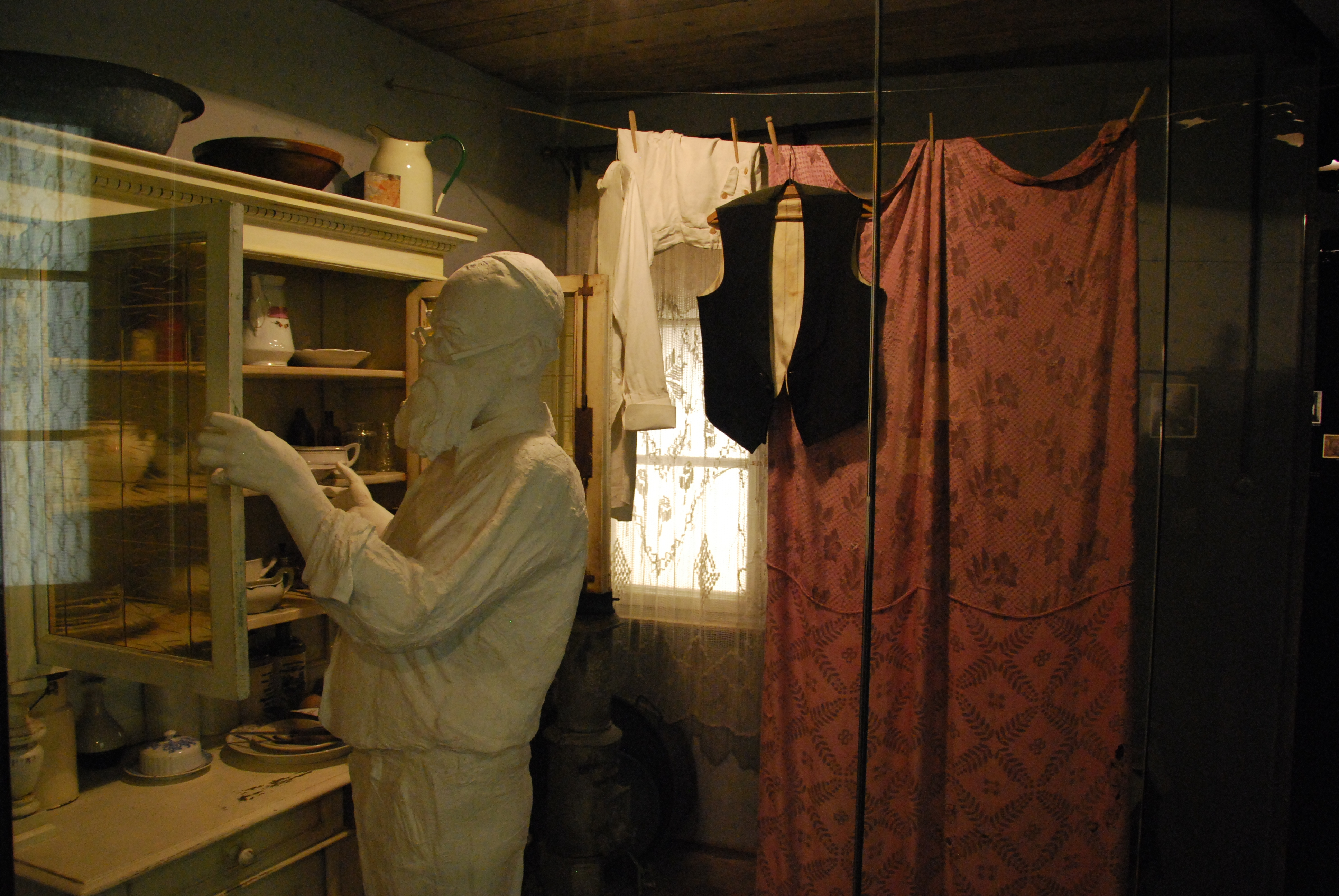
Реконструкція помешкання в гетто